# Tjejtaxa
Tjejtaxa innebär att kvinnliga resenärer, i vissa fall ensamma och i vissa fall flera, får åka taxi till reducerat pris hos en del taxibolag. Anledningen var att många kvinnor fruktade att bli överfallna.

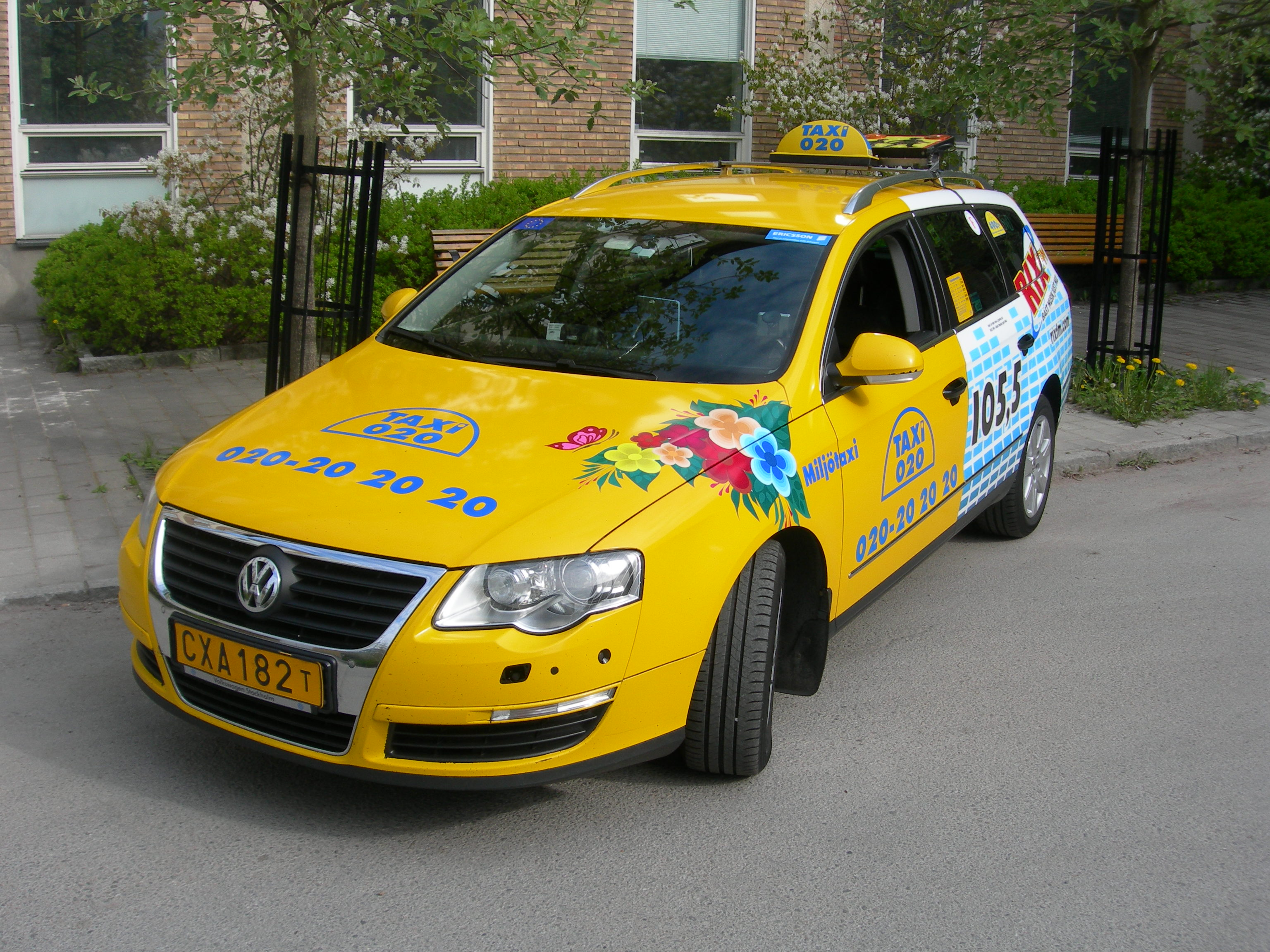
I Sverige avskaffades tjejtaxan den 1 juli 2005.

Tjejtaxan avskaffades i Sverige den 1 juli 2005, eftersom den ansågs vara könsdiskriminerande.